# جن پراسک
جن پراسک (انگلیسی: Jenn Proske؛ زادهٔ ۸ اوت ۱۹۸۷) هنرپیشه اهل کانادا و ایالات متحده آمریکا است. وی از سال ۲۰۰۸ میلادی تاکنون مشغول فعالیت بوده‌است. مادر او آمریکایی و پدرش یک کانادایی زادهٔ اسلوونی بود.
از فیلم‌ها یا مجموعه‌های تلویزیونی که وی در آن‌ها نقش داشته است می‌توان به دیو و دلبر، مکیدن خون‌آشام و نظم و قانون: واحد قربانیان ویژه اشاره نمود.